# Tugay Kerimoğlu
Tugay Kerimoğlu (24 de Agosto de 1970), é um ex-futebolista turco, que atuava como meio-campista.

## Carreira
Jogou no Galatasaray, Rangers e no Blackburn Rovers.
Já disputou pela seleção turca as Eurocopas de 1996 e de 2000, além da Copa do Mundo de 2002, onde sua seleção conquistou o terceiro lugar.
Tugay se despediu da seleção turca em 5 de junho de 2007, em um amistoso contra a seleção brasileira, em Dortmund na Alemanha. O jogo terminou empatado em 0x0.
Aposentou-se do futebol em 2009, depois de perder espaço no Blackburn devido à sua idade avançada.

## Títulos
Galatasaray
- Campeonato Turco - 1988, 1993, 1994, 1997, 1998, 1999
- Copa da Turquia - 1991, 1993, 1996, 1999

 Rangers
- Campeonato Escocês - 2000
- Copa da Escócia - 2000

 Blackburn Rovers
- Copa da Inglaterra - 2002

 Turquia
- Copa do Mundo de 2002 - Terceiro lugar